# Coordinate parabolico cilindriche
Le coordinate parabolico cilindriche sono coordinate curvilinee ortogonali per lo spazio euclideo tridimensionale. Seguendo il testo di Morse e Feshbach e MathWorld, tali coordinate sono {\displaystyle u\in \mathbb {R} }, {\displaystyle v\geq 0} e {\displaystyle z\in \mathbb {R} } e sono legate alle coordinate cartesiane ortogonali {\displaystyle x}, {\displaystyle y} e {\displaystyle z} dalle uguaglianze
{\displaystyle {\begin{cases}x={1 \over 2}\left(u^{2}-v^{2}\right)\\y=uv\\z=z.\end{cases}}}
Le superfici relative a valori fissati di {\displaystyle u} e {\displaystyle v} sono cilindri che intersecano i piani relativi a valori fissati della {\displaystyle z} in parabole confocali aventi l'asse in comune. Limitandoci al piano {\displaystyle z=0}, si hanno le parabole aventi in comune l'asse {\displaystyle x=0}.